# Вест-Кроссет (Арканзас)
Вест-Кроссет (англ. West Crossett) — переписна місцевість (CDP) в США, в окрузі Ешлі штату Арканзас. Населення — 1144 особи (2020).

## Географія
Вест-Кроссет розташований за координатами 33°8′53″ пн. ш. 92°1′1″ зх. д. / 33.14806° пн. ш. 92.01694° зх. д. (33.148043, -92.016978).  За даними Бюро перепису населення США в 2010 році переписна місцевість мала площу 30,77 км², з яких 30,75 км² — суходіл та 0,02 км² — водойми.

## Демографія
Згідно з переписом 2010 року, у переписній місцевості мешкало 1256 осіб у 530 домогосподарствах у складі 366 родин. Густота населення становила 41 особа/км².  Було 625 помешкань (20/км²). 
Расовий склад населення:
| - 63,4 % — білих - 33,4 % — чорних або афроамериканців - 1,5 % — осіб інших рас |

До двох чи більше рас належало 1,7 %. Іспаномовні складали 2,2 % від усіх жителів.
За віковим діапазоном населення розподілялося таким чином: 21,2 % — особи молодші 18 років, 62,2 % — особи у віці 18—64 років, 16,6 % — особи у віці 65 років та старші. Медіана віку мешканця становила 44,5 року. На 100 осіб жіночої статі у переписній місцевості припадало 91,2 чоловіків;  на 100 жінок у віці від 18 років та старших — 88,9 чоловіків також старших 18 років.
Середній дохід на одне домашнє господарство  становив 52 103 долари США (медіана — 42 788), а середній дохід на одну сім'ю — 61 983 долари (медіана — 51 875). За межею бідності перебувало 7,7 % осіб, у тому числі 3,9 % дітей у віці до 18 років та 16,6 % осіб у віці 65 років та старших.
Цивільне працевлаштоване населення становило 445 осіб. Основні галузі зайнятості: освіта, охорона здоров'я та соціальна допомога — 29,7 %, виробництво — 26,1 %, роздрібна торгівля — 8,1 %, будівництво — 7,6 %.